# A516-os autópálya (Németország)
Az A516-os autópálya (németül: Bundesautobahn 516) egy autópálya Németországban. Hossza 5 km.